# SITE Centers
Die SITE Centers Corp. (ehemals DDR Corp. und Developers Diversified Realty Corporation) ist ein Immobilienunternehmen, genauer ein Real-Estate-Investment-Trust (REIT), aus den Vereinigten Staaten mit Firmensitz in Beachwood. Das Unternehmen betreibt und entwickelt Einkaufszentren, nach eigenen Aussagen vor allem in den wohlhabenderen Ballungsgebieten innerhalb der Vereinigten Staaten. 119 Immobilien werden von dem Unternehmen geführt, wobei sich etwa die Hälfte in den Südstaaten der USA befindet.
Die Aktien werden an der New York Stock Exchange gehandelt.
Großaktionär ist Alexander Otto der Geschäftsführer der ECE, der im April 2009 seine Anteile auf 20 % ausgebaut hat.

## Geschichte
SITE Centers wurde 1965, damals noch unter dem Namen Developers Diversified Realty, von Bert Wolstein gegründet. Zwei Jahre später baute das Unternehmen seine erste Immobilie, einen KMart in Eastlake. 1993 folgte, mit der Listung an der New York Stock Exchange, der Börsengang. Darauf folgte 1995 der Kauf von zehn Kaufhäusern der Homart Development Company, als diese von der GGP Inc., damals noch General Growth Properties, übernommen wurde. In Salt Lake City kamen 1998 neun weitere Immobilien in das Portfolio. 2002 wurde JDN Realty Corporation für 436 Millionen US-Dollar gekauft. Im September 2011 benannte sich die Firma DDR Corp. um und im Dezember verkaufte das Unternehmen das Town Center Plaza an Glimcher Realty Trust im Tausch für das Polaris Towne Center. Im August 2013 ging man ein Joint Venture mit der Blackstone Group ein und erwarb für 332 Millionen US-Dollar sieben Einkaufszentren von der Regency Centers Corporation. Im März des darauffolgenden Jahres stimmte das Unternehmen zu, aus seinem brasilianischen Joint Venture auszusteigen und seinen Anteil für 343,6 Millionen US-Dollar an den größten Anteilseigner des Unternehmens zu verkaufen. Im Oktober 2014 ging man ein zweites Joint Venture mit der Blackstone Group ein und kaufte siebzig Einkaufszentren für $1,93 Milliarden US-Dollar.  Im Januar 2016, verkaufte die Firma die Paseo Colorado Mall an Cypress Equities und im Oktober desselben Jahres verkaufte man ein Portfolio an 16 Immobilien für 390 Millionen US-Dollar in einer von HFF vermittelten Transaktion. Im Juli 2018, schloss das Unternehmen den Spin-off der Retail Value, Inc. ab und drei Monate später benannte sich die DDR Corp in SITE Centers Corp um.

## Standorte
Die Standorte von SITE Centers fokussieren auf Vororte der großen Ballungsgebiete, Metropolitan Statistical Area (MSA), mit überdurchschnittlichen Haushaltseinkommen.
| Center                                  | MSA                                          | Standort          | Bundesstaat    | Mietfläche [sqft] | Mietfläche [m2] |
| --------------------------------------- | -------------------------------------------- | ----------------- | -------------- | ----------------- | --------------- |
| Chandler Center                         | Phoenix-Mesa-Scottsdale, AZ                  | Chandler          | Arizona        | 6922              | 643,07          |
| Shops at Power and Baseline             | Phoenix-Mesa-Scottsdale, AZ                  | Mesa              | Arizona        | 3800              | 353,03          |
| Ahwatukee Foothills Towne Center        | Phoenix-Mesa-Scottsdale, AZ                  | Phoenix           | Arizona        | 690561            | 64155,19        |
| Arrowhead Crossing                      | Phoenix-Mesa-Scottsdale, AZ                  | Phoenix           | Arizona        | 352760            | 32772,46        |
| Deer Valley Towne Center                | Phoenix-Mesa-Scottsdale, AZ                  | Phoenix           | Arizona        | 190136            | 17664,20        |
| Paradise Village Gateway                | Phoenix-Mesa-Scottsdale, AZ                  | Phoenix           | Arizona        | 295192            | 27424,22        |
| Artesia Village                         | Phoenix-Mesa-Scottsdale, AZ                  | Scottsdale        | Arizona        | 21343             | 1982,83         |
| Northsight Plaza                        | Phoenix-Mesa-Scottsdale, AZ                  | Scottsdale        | Arizona        | 9657              | 897,16          |
| Broadway Center                         | Phoenix-Mesa-Scottsdale, AZ                  | Tempe             | Arizona        | 10699             | 993,97          |
| Buena Park Place                        | Los Angeles-Long Beach-Anaheim, CA           | Buena Park        | Kalifornien    | 212872            | 19776,45        |
| Falcon Ridge Town Center                | Los Angeles-Long Beach-Anaheim, CA           | Fontana           | Kalifornien    | 276935            | 25728,09        |
| The Pike Outlets                        | Los Angeles-Long Beach-Anaheim, CA           | Long Beach        | Kalifornien    | 389141            | 36152,37        |
| Creekside Plaza                         | Sacramento-Roseville-Arden-Arcade, CA        | Roseville         | Kalifornien    | 32080             | 2980,33         |
| Ridge at Creekside                      | Sacramento-Roseville-Arden-Arcade, CA        | Roseville         | Kalifornien    | 243252            | 22598,84        |
| La Fiesta Square                        | San Francisco-Oakland-Hayward, CA            | Lafayette         | Kalifornien    | 53102             | 4933,34         |
| Lafayette Mercantile                    | San Francisco-Oakland-Hayward, CA            | Lafayette         | Kalifornien    | 21638             | 2010,24         |
| Whole Foods at Bay Place                | San Francisco-Oakland-Hayward, CA            | Oakland           | Kalifornien    | 57218             | 5315,72         |
| Hilltop Plaza                           | San Francisco-Oakland-Hayward, CA            | Richmond          | Kalifornien    | 245921            | 22846,80        |
| 1000 Van Ness                           | San Francisco-Oakland-Hayward, CA            | San Francisco     | Kalifornien    | 122158            | 11348,84        |
| Centennial Promenade                    | Denver-Aurora-Lakewood, CO                   | Centennial        | Colorado       | 443432            | 41196,16        |
| Chapel Hills                            | Denver-Aurora-Lakewood, CO                   | Colorado Springs  | Colorado       | 449983            | 41804,77        |
| Parker Keystone                         | Denver-Aurora-Lakewood, CO                   | Denver            | Colorado       | 16601             | 1542,28         |
| Shops on Montview                       | Denver-Aurora-Lakewood, CO                   | Denver            | Colorado       | 8540              | 793,39          |
| University Hills                        | Denver-Aurora-Lakewood, CO                   | Denver            | Colorado       | 235776            | 21904,30        |
| FlatAcres MarketCenter/Parker Pavilions | Denver-Aurora-Lakewood, CO                   | Parker            | Colorado       | 232210            | 21573,01        |
| Guilford Commons                        | Hartford-West Hartford-East Hartford, CT     | Guilford          | Connecticut    | 129252            | 12007,90        |
| Connecticut Commons                     | Hartford-West Hartford-East Hartford, CT     | Plainville        | Connecticut    | 560668            | 52087,74        |
| Windsor Court                           | Hartford-West Hartford-East Hartford, CT     | Windsor           | Connecticut    | 78500             | 7292,89         |
| Shoppes at Paradise Pointe              | Crestview-Fort Walton Beach-Destin, FL       | Fort Walton Beach | Florida        | 83719             | 7777,75         |
| Melbourne Shopping Center               | Palm Bay-Melbourne-Titusville, FL            | Melbourne         | Florida        | 210804            | 19584,32        |
| Shops at Boca Center                    | Miami-Fort Lauderdale-West Palm Beach, FL    | Boca Raton        | Florida        | 117227            | 10890,74        |
| Village Square at Golf                  | Miami-Fort Lauderdale-West Palm Beach, FL    | Boynton Beach     | Florida        | 135133            | 12554,26        |
| Shoppes at Addison Place                | Miami-Fort Lauderdale-West Palm Beach, FL    | Delray Beach      | Florida        | 56376             | 5237,50         |
| Concourse Village                       | Miami-Fort Lauderdale-West Palm Beach, FL    | Jupiter           | Florida        | 133752            | 12425,96        |
| The Shops at Midtown Miami              | Miami-Fort Lauderdale-West Palm Beach, FL    | Miami             | Florida        | 466716            | 43359,32        |
| The Fountains                           | Miami-Fort Lauderdale-West Palm Beach, FL    | Plantation        | Florida        | 429627            | 39913,64        |
| Midway Plaza                            | Miami-Fort Lauderdale-West Palm Beach, FL    | Tamarac           | Florida        | 228409            | 21219,88        |
| Carillon Place                          | Naples-Immokalee-Marco Island, FL            | Naples            | Florida        | 265232            | 24640,85        |
| Casselberry Commons                     | Orlando-Kissimmee-Sanford, FL                | Casselberry       | Florida        | 245600            | 22816,98        |
| Lee Vista Promenade                     | Orlando-Kissimmee-Sanford, FL                | Orlando           | Florida        | 313902            | 29162,44        |
| Millenia Crossing                       | Orlando-Kissimmee-Sanford, FL                | Orlando           | Florida        | 100385            | 9326,07         |
| Winter Garden Village                   | Orlando-Kissimmee-Sanford, FL                | Winter Garden     | Florida        | 759210            | 70532,89        |
| Lake Brandon Plaza                      | Tampa-St. Petersburg-Clearwater, FL          | Brandon           | Florida        | 177696            | 16508,49        |
| Lake Brandon Village                    | Tampa-St. Petersburg-Clearwater, FL          | Brandon           | Florida        | 113986            | 10589,64        |
| The Collection at Brandon Boulevard     | Tampa-St. Petersburg-Clearwater, FL          | Brandon           | Florida        | 222331            | 20655,22        |
| The Shoppes of Boot Ranch               | Tampa-St. Petersburg-Clearwater, FL          | Palm Harbor       | Florida        | 52325             | 4861,15         |
| North Pointe Plaza                      | Tampa-St. Petersburg-Clearwater, FL          | Tampa             | Florida        | 107994            | 10032,97        |
| Southtown Center                        | Tampa-St. Petersburg-Clearwater, FL          | Tampa             | Florida        | 43651             | 4055,31         |
| The Shoppes at New Tampa                | Tampa-St. Petersburg-Clearwater, FL          | Wesley Chapel     | Florida        | 154648            | 14367,26        |
| Alpha Soda Center                       | Atlanta-Sandy Springs-Roswell, GA            | Alpharetta        | Georgia        | 14625             | 1358,71         |
| Shoppes of Crabapple                    | Atlanta-Sandy Springs-Roswell, GA            | Alpharetta        | Georgia        | 8363              | 776,95          |
| Hammond Springs                         | Atlanta-Sandy Springs-Roswell, GA            | Atlanta           | Georgia        | 68706             | 6382,99         |
| Parkwood Shops                          | Atlanta-Sandy Springs-Roswell, GA            | Atlanta           | Georgia        | 20397             | 1894,94         |
| Perimeter Pointe                        | Atlanta-Sandy Springs-Roswell, GA            | Atlanta           | Georgia        | 360017            | 33446,66        |
| Cumming Marketplace                     | Atlanta-Sandy Springs-Roswell, GA            | Cumming           | Georgia        | 309782            | 28779,68        |
| Cumming Town Center                     | Atlanta-Sandy Springs-Roswell, GA            | Cumming           | Georgia        | 311396            | 28929,62        |
| Sharon Greens                           | Atlanta-Sandy Springs-Roswell, GA            | Cumming           | Georgia        | 98224             | 9125,30         |
| Market Square                           | Atlanta-Sandy Springs-Roswell, GA            | Douglasville      | Georgia        | 125281            | 11638,98        |
| Barrett Corners                         | Atlanta-Sandy Springs-Roswell, GA            | Kennesaw          | Georgia        | 18687             | 1736,08         |
| Towne Center Prado                      | Atlanta-Sandy Springs-Roswell, GA            | Marietta          | Georgia        | 286683            | 26633,71        |
| Sandy Plains Village                    | Atlanta-Sandy Springs-Roswell, GA            | Roswell           | Georgia        | 173975            | 16162,80        |
| Presidential Commons                    | Atlanta-Sandy Springs-Roswell, GA            | Snellville        | Georgia        | 273889            | 25445,11        |
| Johns Creek Town Center                 | Atlanta-Sandy Springs-Roswell, GA            | Suwanee           | Georgia        | 303297            | 28177,20        |
| 3030 North Broadway                     | Chicago-Naperville-Elgin, IL-IN-WI           | Chicago           | Illinois       | 131748            | 12239,78        |
| The Maxwell                             | Chicago-Naperville-Elgin, IL-IN-WI           | Chicago           | Illinois       | 240074            | 22303,59        |
| Deer Park Town Center                   | Chicago-Naperville-Elgin, IL-IN-WI           | Deer Park         | Illinois       | 356592            | 33128,47        |
| Woodfield Village Green                 | Chicago-Naperville-Elgin, IL-IN-WI           | Schaumburg        | Illinois       | 390475            | 36276,30        |
| Brookside Marketplace                   | Chicago-Naperville-Elgin, IL-IN-WI           | Tinley Park       | Illinois       | 316874            | 29438,55        |
| Foxtail Center                          | Baltimore-Columbia-Towson, MD                | Timonium          | Maryland       | 30004             | 2787,46         |
| Gateway Center                          | Boston-Cambridge-Newton, MA-NH               | Everett           | Massachusetts  | 639914            | 59449,93        |
| Shoppers World                          | Boston-Cambridge-Newton, MA-NH               | Framingham        | Massachusetts  | 732570            | 68057,95        |
| Independence Commons                    | Kansas City, MO-KS                           | Independence      | Missouri       | 386282            | 35886,76        |
| The Promenade at Brentwood              | St. Louis, MO-IL                             | Brentwood         | Missouri       | 337800            | 31382,63        |
| East Hanover Plaza                      | New York-Newark-Jersey City, NY-NJ-PA        | East Hanover      | New Jersey     | 98020             | 9106,35         |
| Edgewater Towne Center                  | New York-Newark-Jersey City, NY-NJ-PA        | Edgewater         | New Jersey     | 75900             | 7051,34         |
| Freehold Marketplace                    | New York-Newark-Jersey City, NY-NJ-PA        | Freehold          | New Jersey     | 20663             | 1919,65         |
| Route 22 Retail Center                  | New York-Newark-Jersey City, NY-NJ-PA        | Union             | New Jersey     | 112253            | 10428,64        |
| Echelon Village Plaza                   | Philadelphia-Camden-Wilmington, PA-NJ-DE-MD  | Voorhees          | New Jersey     | 88634             | 8234,36         |
| Hamilton Marketplace                    | Trenton, NJ                                  | Hamilton          | New Jersey     | 550491            | 51142,27        |
| Nassau Park Pavilion                    | Trenton, NJ                                  | Princeton         | New Jersey     | 750305            | 69705,59        |
| The Hub                                 | New York-Newark-Jersey City, NY-NJ-PA        | Hempstead         | New York       | 248569            | 23092,81        |
| Belgate Plaza                           | Charlotte-Concord-Gastonia, NC-SC            | Charlotte         | Nort Carolina  | 20230             | 1879,43         |
| Belgate Shopping Center                 | Charlotte-Concord-Gastonia, NC-SC            | Charlotte         | Nort Carolina  | 269253            | 25014,41        |
| Carolina Pavilion                       | Charlotte-Concord-Gastonia, NC-SC            | Charlotte         | Nort Carolina  | 701266            | 65149,72        |
| Cotswold Village                        | Charlotte-Concord-Gastonia, NC-SC            | Charlotte         | Nort Carolina  | 262697            | 24405,34        |
| The Shops at The Fresh Market           | Charlotte-Concord-Gastonia, NC-SC            | Cornelius         | Nort Carolina  | 131713            | 12236,53        |
| Meadowmont Village                      | Raleigh, NC                                  | Chapel Hill       | Nort Carolina  | 184651            | 17154,63        |
| Poyner Place                            | Raleigh, NC                                  | Raleigh           | Nort Carolina  | 251658            | 23379,78        |
| University Centre                       | Wilmington, NC                               | Wilmington        | Nort Carolina  | 418099            | 38842,65        |
| Kenwood Square                          | Cincinnati, OH-KY-IN                         | Cincinnati        | Ohio           | 426741            | 39645,52        |
| Waterstone Center                       | Cincinnati, OH-KY-IN                         | Mason             | Ohio           | 161781            | 15029,94        |
| Stow Community Center                   | Cleveland-Elyria, OH                         | Stow              | Ohio           | 405579            | 37679,51        |
| West Bay Plaza                          | Cleveland-Elyria, OH                         | Westlake          | Ohio           | 147135            | 13669,28        |
| Easton Market                           | Columbus, OH                                 | Columbus          | Ohio           | 501943            | 46632,01        |
| Polaris Towne Center                    | Columbus, OH                                 | Columbus          | Ohio           | 458896            | 42632,82        |
| Tanasbourne Town Center                 | Portland-Vancouver-Hillsboro, OR-WA          | Hillsboro         | Oregon         | 287004            | 26663,53        |
| The Blocks                              | Portland-Vancouver-Hillsboro, OR-WA          | Portland          | Oregon         | 96730             | 8986,51         |
| Southmont Plaza                         | Allentown-Bethlehem-Easton, PA-NJ            | Easton            | Pennsylvania   | 250948            | 23313,82        |
| Larkin's Corner                         | Philadelphia-Camden-Wilmington, PA-NJ-DE-MD  | Boothwyn          | Pennsylvania   | 225214            | 20923,06        |
| Ashley Crossing                         | Charleston-North Charleston, SC              | Charleston        | South Carolina | 207994            | 19323,27        |
| Wando Crossing                          | Charleston-North Charleston, SC              | Mount Pleasant    | South Carolina | 214029            | 19883,94        |
| Midtowne Park                           | Greenville-Anderson-Mauldin, SC              | Anderson          | South Carolina | 167341            | 15546,48        |
| Cool Springs Pointe                     | Nashville-Davidson-Murfreesboro-Franklin, TN | Brentwood         | Tennessee      | 198103            | 18404,36        |
| Vintage Plaza                           | Austin, TX                                   | Round Rock        | Texas          | 40612             | 3772,98         |
| The Marketplace at Highland Village     | Dallas-Fort Worth-Arlington, TX              | Highland Village  | Texas          | 206926            | 19224,05        |
| Briarcroft Center                       | Houston-The Woodlands-Sugar Land, TX         | Houston           | Texas          | 33332             | 3096,64         |
| Shops at Tanglewood                     | Houston-The Woodlands-Sugar Land, TX         | Houston           | Texas          | 25549             | 2373,58         |
| Bandera Pointe                          | San Antonio-New Braunfels, TX                | San Antonio       | Texas          | 441324            | 41000,32        |
| Shops at Bandera Pointe                 | San Antonio-New Braunfels, TX                | San Antonio       | Texas          | 48314             | 4488,52         |
| Terrell Plaza                           | San Antonio-New Braunfels, TX                | San Antonio       | Texas          | 107884            | 10022,75        |
| Village at Stone Oak                    | San Antonio-New Braunfels, TX                | San Antonio       | Texas          | 442328            | 41093,60        |
| Emmet Street North                      | Charlottesville, VA                          | Charlottesville   | Virginia       | 2317              | 215,26          |
| Emmet Street Station                    | Charlottesville, VA                          | Charlottesville   | Virginia       | 10913             | 1013,85         |
| Commonwealth Center                     | Richmond, VA                                 | Midlothian        | Virginia       | 165611            | 15385,76        |
| Downtown Short Pump                     | Richmond, VA                                 | Richmond          | Virginia       | 125999            | 11705,69        |
| White Oak Village                       | Richmond, VA                                 | Richmond          | Virginia       | 431755            | 40111,33        |
| Boulevard Marketplace                   | Washington-Arlington-Alexandria, DC-VA-MD-WV | Fairfax           | Virginia       | 19316             | 1794,51         |
| Fairfax Marketplace                     | Washington-Arlington-Alexandria, DC-VA-MD-WV | Fairfax           | Virginia       | 18860             | 1752,15         |
| Fairfax Pointe                          | Washington-Arlington-Alexandria, DC-VA-MD-WV | Fairfax           | Virginia       | 10493             | 974,83          |
| Fairfax Towne Center                    | Washington-Arlington-Alexandria, DC-VA-MD-WV | Fairfax           | Virginia       | 253392            | 23540,88        |
| Springfield Center                      | Washington-Arlington-Alexandria, DC-VA-MD-WV | Springfield       | Virginia       | 176698            | 16415,77        |